# Lịch sử sản xuất nến

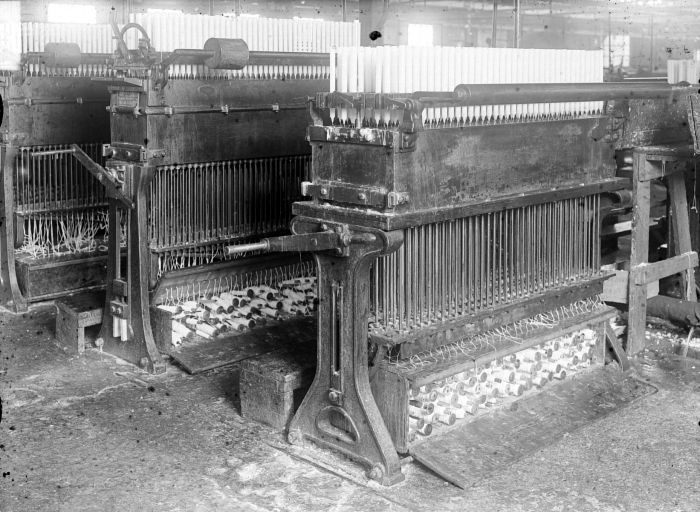
Máy sản xuất/ép nến tại Indonesia khoảng năm 1920

Sản xuất nến đã được phát triển một cách độc lập tại nhiều nơi trên thế giới trong suốt lịch sử.
Người La Mã đã sản xuất nến vào giai đoạn đầu những năm 500 TCN. Đây là những ngọn nến nhúng thật sự được làm từ mỡ bò. Bằng chứng về nến làm từ mỡ cá voi ở Trung Quốc bắt đầu từ triều đại nhà Tần (221–206 TCN). Tại Ấn Độ, sáp từ quế đun sôi đã được sử dụng cho sản xuất nến dùng trong các đền thờ.
Ở các khu vực của châu Âu, Trung Đông và châu Phi, người ta sản xuất dầu đèn từ ôliu, nên việc làm nến vẫn còn chưa được biết đến cho đến những năm đầu trung cổ. Nến chủ yếu được làm từ mỡ bò và sáp ong trong thời cổ đại, nhưng sau đó được làm từ spermaceti, chất béo động vật được tinh chế (stearin) và parafin trong các thế kỷ gần đây.